# Nasreddin

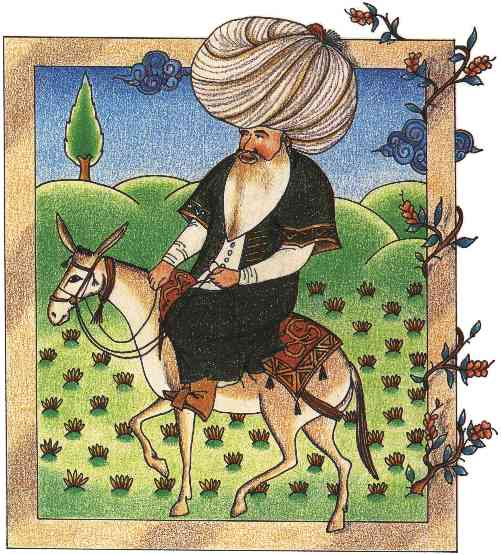
Nasreddin.

Nasreddin o Nasreddin Hodja, o Nasrudín (otras variantes son: Mulá Nasreddin Hooja, Nasruddin Hodja, Mulá Nasrudín, Mulá Nasriddin, Khoja Nasriddin o Afanti en China), es un personaje ficticio del folclore del mundo musulmán desde Arabia hasta Asia Central, así como un héroe de cuentos humorísticos y anécdotas satíricas. Son frecuentes las afirmaciones sobre su existencia en la vida real e incluso las pruebas arqueológicas en lugares concretos, por ejemplo, una lápida en la ciudad de Akşehir (Turquía). Por el momento, no hay información confirmada ni motivos serios para hablar de la fecha o el lugar concretos del nacimiento de Nasreddin, por lo que la cuestión de la realidad de su existencia sigue abierta.
Nasreddin es un personaje mítico de la tradición popular sufí, una especie de antihéroe del islam, cuyas historias sirven para ilustrar o introducir las enseñanzas sufíes. Nasreddin aparece en miles de historias, a veces ingenioso, a veces sabio, pero a menudo, también, como un tonto o como el blanco de una broma. Las historias de Nasreddin suelen tener un humor sutil y un carácter pedagógico. Se supone que vivió en la Península de Anatolia en una época indeterminada entre los siglos XIII y XV. El festival internacional Nasreddin Hodja se celebra entre el 5 y el 10 de julio de cada año en Akşehir.
En 2020, los gobiernos de Azerbaiyán, Kazajistán, Kirguistán, Uzbekistán, Tayikistán, Turquía y Turkmenistán presentaron conjuntamente una solicitud para incluir la «tradición narrativa de Nasreddin Khoja» en la lista del Patrimonio Cultural Inmaterial de la UNESCO.

## Su nombre
Nasr-ed-Din significa "victoria de la fe" y Hodja, "el maestro" o "el profesor". También se le conoce como "El maestro Nasreddin" (Nasreddin Hodja) y Mulá Nasrudín. 
Muchos pueblos de Oriente Próximo, Oriente Medio, Asia Meridional y Asia Central claman a Nasreddin como propio (por ejemplo, turcos, afganos, iraníes, y uzbekos). Su nombre se escribe de muy diversas maneras: Nasrudeen, Nasrudin, Nasruddin, Nasriddin, Nasr ud-Din, Nasredin, Nasiruddin, Naseeruddin, Nasr Eddin, Nastradhin, Nasreddine, Nastratin, Nusrettin, Nasrettin, Nostradin, Nastradin (lit.: Victoria del Din) y Nazaruddin. A veces va precedido o seguido de un título u honorífico utilizado en las culturas correspondientes: «Hoxha», «Khwaje», «Koja», «Hodja», «Hoya», «Hoyya», «Hodscha», «Hodža», «Hoca», «Hocca», «Hooka», «Hogea», «Mullah», «Mulla», «Mulá», «Molla», «Efendi», «Afandi», «Ependi» (أفندي 'afandī), «Hajji». En varias culturas se le nombra solo por el título.
En los países de habla árabe este personaje es conocido como «Yuja», «Dyoja», «Dyuja», «Dschuja», «Chotzas», «Goja» (جحا yuḥā). Yuja (Juha) era originalmente un personaje popular diferente que se encontraba en la literatura árabe ya en el siglo IX, y era ampliamente popular en el siglo XI. La tradición de los dos personajes se amalgamó en el siglo XIX, cuando se tradujeron colecciones del árabe al turco y al persa.
El nombre en árabe «Yuja» (Juha) es el reverso de la palabra turca «Joya» (escrita en turco como Hoca), debido a su conocida historia de ir montado en un burro en posición invertida. Los árabes utilizaron la palabra para referirse a los eruditos turcos e invirtieron las letras en referencia a la famosa historia de Nasreddin.
En Sicilia y el sur de Italia existe un personaje similar, conocido como «Giufà», probablemente derivado del árabe Yuja (Juha).
En las culturas suajili e indonesia, muchas de sus historias se cuentan bajo el nombre de «Abunuwasi» o «Abunawas», aunque esto confunde a Nasreddin con un hombre totalmente diferente: el poeta Abu Nuwas, conocido por sus versos homoeróticos.

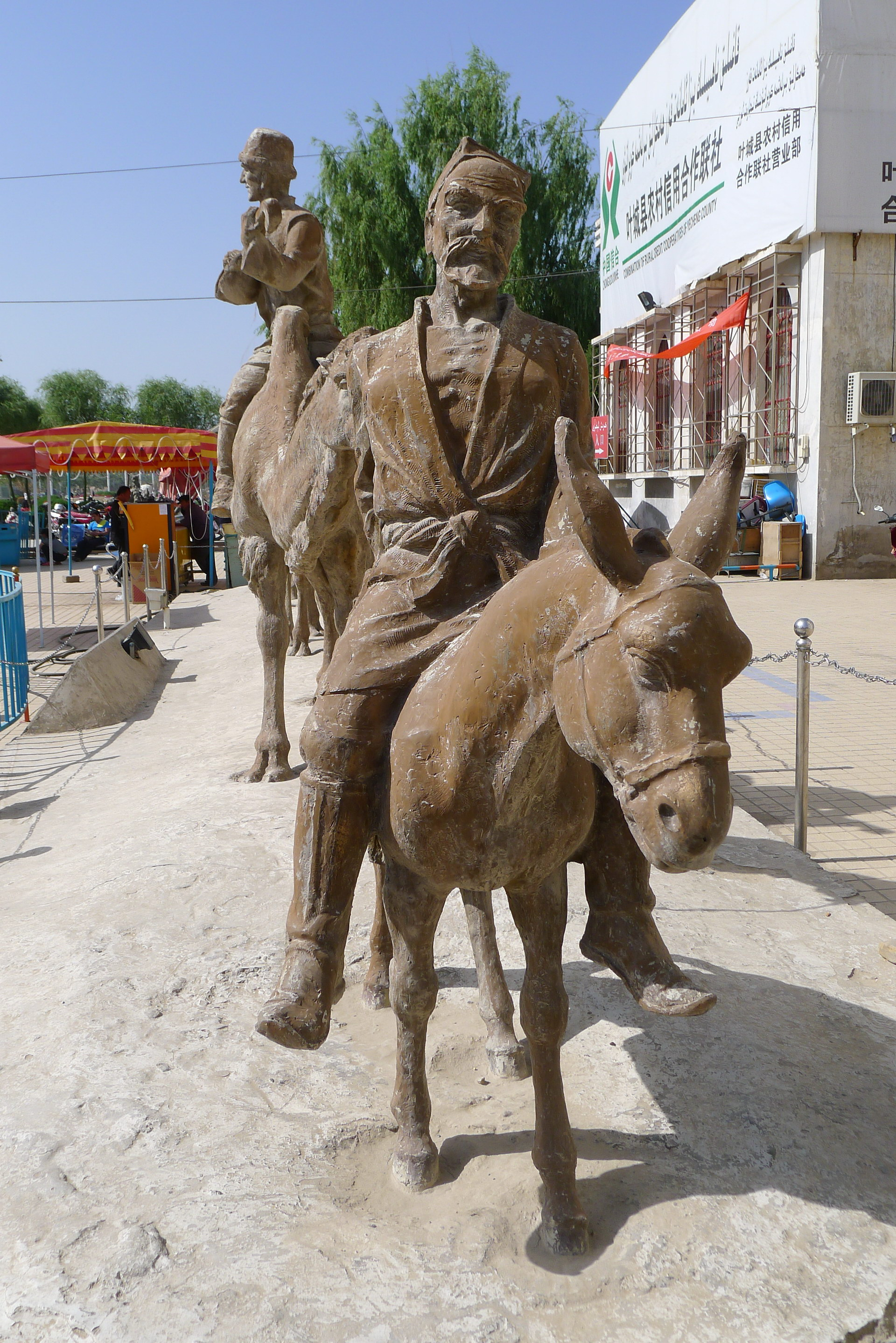
Estatua de Afanti en Xinjiang, China

En China, donde las historias sobre él son bien conocidas, se le conoce por las diversas transliteraciones de su nombre en uigur, 阿凡提 (Āfántí) y 阿方提 (Āfāngtí). Los uigures creen que era de Xinjiang, mientras que los uzbekos creen que era de Bujará. El Estudio Cinematográfico de Animación de Shanghái produjo una animación de 13 episodios relacionada con Nasreddin llamada «La historia de Afanti»/ 阿凡提 en 1979, que se convirtió en una de las animaciones más influyentes de la historia de China. El musical Nasirdin Apandim presenta la leyenda de Nasreddin effendi («señor»), procedente en gran medida del folclore uigur.
En Asia Central, se le conoce comúnmente como «Afandi». Los pueblos de Asia Central también reivindican su origen local, al igual que los uigures. Afandi o Afanti tiene su origen en el turco «Efendi», un título que todavía se utiliza para mostrar respeto en Turquía. La combinación «Joya Efendi» se utiliza en Turquía muy a menudo para referirse a eruditos musulmanes también en los tiempos modernos. La palabra «Efendi» deriva en últimas del griego «Authentes» (αὐθέντης) al turco. «Nasreddin Joya Efendi» se acortó como «Efendi» con el tiempo. Posteriormente «Efendi» pasó a ser nombre propio como «Affandi» en Asia Central para Nasreddin Joya.

## Orígenes
Su origen es medieval y se le conoce en lugares como Egipto, Siria, Irán, Asia central, Pakistán y la India. También en Turquía y Rusia. Su fama se extiende desde Mongolia hasta Turquía, e incluso el sur de Italia, en Sicilia (donde es conocido por el nombre de Giufà) y en Cerdeña, y sus aventuras y anécdotas se cuentan en multitud de lenguas distintas.

## Historia
Nasrudín es un mulá (maestro) que protagoniza una larga serie de historias, aventuras, cuentos, anécdotas; representando distintos papeles: agricultor, padre, juez, comerciante, sabio, maestro o tonto. Cada una de estas historias cortas hace reflexionar a quién la lee u oye, como una fábula, y además suelen ser humorísticas, con el humor simple de lo cotidiano, a veces con contrasentidos y aparentes absurdos. 
Sus enseñanzas, que han sido y son utilizadas por los maestros del sufismo, van desde la explicación de fenómenos científicos y naturales, de una manera más fácilmente comprensible, a la ilustración de asuntos morales. 
Idries Shah popularizó en Occidente al personaje a través de diversas recopilaciones de estos cuentos breves rescatados de la literatura y tradición oral de las culturas donde es conocido. Nos hace saber que el personaje paso a la figura árabe de Joha para reaparecer en el folklore de la Isla de Sicilia para después aparecer en algunas historias atribuidas a Baldakiev en Rusia así como al antiguo libro francés de las Fábulas de María de Francia.

## Temática
Los cuentos de Nasrudín actualmente llegan a ser aproximadamente 378. Estos fueron compilados en Occidente por J. A. Decourdemanche en el siglo XIX e Idries Shah en el siglo XX, entre otros autores. Son textos que tratan de distintos temas, generalmente morales, cuyas enseñanzas se amparan del ingenio y el humor. 
Shah, divulgador de la cultura sufí en occidente, siempre consideró que la sabia y absurda lógica de los cuentos de Nasrudín era uno de los métodos más ingeniosos que tenían los sufíes para romper la forma de pensar habitual, adentrándose así en un mundo despojado de prejuicios.
Nasrudín es considerado un Don Quijote islámico porque acostumbra a ser cuerdo en su locura y abarca todo el ingenio popular de Oriente Medio transmitiendo de forma simplificada las enseñanzas del sufismo.
Acostumbra a realizar una crítica cáustica y mordaz de los comportamientos inadecuados del islamismo, representado en muchos cuentos por imanes, jueces y personeros de la religión, representando él mismo los valores de un religioso sufí.